# Apoño
Antonio Galdeano Benítez (Málaga, Andalucía, España, 13 de febrero de 1984), más conocido como Apoño,  es un futbolista español, que juega como centrocampista en el Alhaurín de la Torre Club de Fútbol

## Trayectoria
Criado en el barrio de La Palmilla junto a La Rosaleda, en categorías inferiores formó parte del C. D. 26 de Febrero, equipo de su barrio. Una vez pasada la edad juvenil comenzó su carrera deportiva profesional con el modesto equipo local de la U. D. San Pedro y, en 2004-05, se trasladó a la U. D. Marbella, donde jugó tres temporadas. 
En julio de 2007, se incorporó al Málaga C. F. en Segunda División, siendo una de las piezas claves en el ascenso a Primera División.  Fue llevado en el club por el entrenador Juan Ramón López Muñiz, quien conocía al jugador de la U. D. Marbella.
En agosto de 2012 firmó por el Real Zaragoza tras haber estado cedido desde enero de ese año en el club aragonés, ya que fue invitado a abandonar el Málaga por Manuel Pellegrini, tras diversos problemas con otros compañeros en el vestuario.
En septiembre de 2013 firma por la U. D. Las Palmas tras haber rescindido su contrato con el Real Zaragoza. Tras un año en el club canario, con el que se queda a un paso del ascenso a primera, se desvincula del equipo y tras estar todo el verano sin destino, en septiembre se incorpora al OFI Creta de la Primera División de Grecia.
En diciembre Apoño rompió su vínculo con el OFI Creta después de la marcha del técnico Genaro Gattuso y estuvo un mes entrenando en el C. D. El Palo, equipo malagueño de la Segunda División B, donde actúa su hermano Juanillo, club con el que finalmente fichó el 28 de enero.

## Estilo de juego
Es un jugador mediocentro de corte creativo, con buen golpeo del balón y una gama de recursos amplia para los cambios de orientación o los pases en largo con ambas piernas; ya no sólo en el plano de organizador, también por su despliegue físico en la medular.
Su fuerte carácter ha provocado que apenas le afecte la presión de jugar en Primera. Es especialista en los lanzamientos de penalti. Llegó a anotar 9 goles desde la pena máxima en una misma temporada con el Málaga, con un 100% de efectividad.
La UEFA incluyó a Apoño entre los once jugadores revelación de la Liga en 2009. Puede jugar de mediocentro creativo o de carrilero, pero normalmente lo hace en el centro del campo.

## Clubes
| Club                            | Competición                          | Temporada | Part. | Goles |     |     |
| ------------------------------- | ------------------------------------ | --------- | ----- | ----- | --- | --- |
| U. D. San Pedro · España        | Tercera División de España           | 2003-2004 | S/D   | S/D   | S/D | S/D |
| U. D. Marbella · España         | Segunda División B de España         | 2004-2007 | 84    | 13    | S/D | S/D |
| Málaga C. F. · España           | Segunda y Primera División de España | 2007-2012 | 122   | 15    | 23  | 0   |
| Real Zaragoza · España (cesión) | Primera División de España           | 2012      | 17    | 5     | 4   | 0   |
| Real Zaragoza · España          | Primera División de España           | 2012-2013 | 32    | 9     | 10  | 0   |
| U. D. Las Palmas · España       | Segunda División de España           | 2013-2014 | 33    | 2     | 10  | 1   |
| OFI Creta · Grecia              | Primera División de Grecia           | 2014      | 4     | 0     | 0   | 0   |
| C. D. El Palo · España          | Segunda División B de España         | 2015      | 9     | 1     | 6   | 1   |
| Antequera CF · España           | Tercera División de España           | 2015      |       |       |     |     |
| Marbella Fútbol Club · España   | Segunda División B de España         | 2016      |       |       |     |     |
| Alhaurín de la Torre · España   | Tercera División de España           | 2020      |       |       |     |     |